# 隆盛合镇
隆盛合镇，是中国内蒙古自治区巴彦淖尔市磴口县下辖的一个乡镇级行政单位。

## 行政区划
隆盛合镇共辖以下地区：
合同村、红旗村、塔布村、海子沿村、民新村、西闸村、同兴村、公地村、海岗村、黎明村、协城村、新地村、南营子村、桃来村。